# K.u.k. 8. Infanterietruppendivision
Die k.u.k. 8. Infanterietruppendivision (abgekürzt: 8. ITD) war ein Verband der Gemeinsamen Armee innerhalb der Österreichisch-Ungarischen Landstreitkräfte. Die Truppendivision unterstand dem XIV. Korps in Innsbruck, das Hauptquartier lag in Bozen. Am 9. Dezember 1916 verlieh Kaiser Karl der 8. Infanterietruppendivision den Namen Kaiserjägerdivision.

## Im Frieden und bei der Mobilmachung 1914 unterstellte Verbände
Die Friedensgliederung hatte nach Kriegsbeginn nicht lange Bestand, da ständig Einheiten anderweitigen Unterstellungen zugeführt wurden. In Österreich-Ungarn wurden die Großverbände als Infanterie- oder Kavallerietruppendivision bezeichnet. Im Gegensatz dazu nannte man bataillonsstarke Einheiten der Artillerie und des Trains „Division“.

### 15. Infanteriebrigade Bozen
Brigadekommandant: Generalmajor Theodor Stipek
- Tiroler Jägerregiment (Kaiserjäger) Nr. 2 / Bozen[1] – Kommandant: Oberst Alexander Brosch, Edler von Aarenau
- k.u.k. Feldjägerbataillon „Kopal“ Nr. 10 / Vigo di Fassa – Kommandant: Oberstleutnant Dr. Oswald Eccher von Echo, Edler von Marienberg
- k.u.k. Feldjägerbataillon Nr. 13 / Cavalese – Kommandant: Oberstleutnant Ludwig Ritter von Stampfer

### 16. Infanteriebrigade Trient
Brigadekommandant: Generalmajor Emil Herzberg
- k.u.k. Feldjägerbataillon Nr. 1 / Tione – Kommandant: Oberstleutnant Richard von Vittorelli
- k.u.k. Feldjägerbataillon Nr. 14 / Welschmetz – Kommandant: Major Alfred von Hankenstein
- k.u.k. Feldjägerbataillon Nr. 16 / Levico – Kommandant: Major Karl Lerch
- k.u.k. Feldjägerbataillon Nr. 18 / Trient – Kommandant: Oberstleutnant Maximilian Lauer
- k.u.k. Feldjägerbataillon Nr. 22 / Borgo Valsugana – Kommandant: Oberstleutnant Wenzel Ort
- 1 Kompanie des Pionierbataillon Nr. 2

### 96. Infanteriebrigade Rovereto
Brigadekommandant: Generalmajor Richard Meyer
- Tiroler Jägerregiment (Kaiserjäger) Nr. 3 / Rovereto – Kommandant Oberst Heinrich Vonbank
- Sappeurbataillon Nr. 8 / Rovereto – Kommandant: Oberstleutnant Franz Schmidt
- Sappeurbataillon Nr. 9 / Riva – Kommandant Major Josef Lichtblau

### 121. Infanteriebrigade Trient
Brigadekommandant: Oberst Adolf Brunswick von Korompa
- Tiroler Jägerregiment (Kaiserjäger) Nr. 1 / Trient – Kommandant: Oberst im InfRgt 73 Karl Hollan
- Tiroler Jägerregiment (Kaiserjäger) Nr. 4 / Riva – Kommandant: Oberst Gustav Rubritius
- k.u.k. Feldjägerbataillon Nr. 27 / Hall in Tirol – Kommandant: Major Friedrich Nürnberger
- Sappeurbataillon Nr. 14 / Trient – Kommandant: Major Ferdinand Korb[2]

### 122. Infanteriebrigade Bruneck
- Infanterieregiment „Reichsgraf Browne“ Nr. 36 / Bruneck – Kommandant: Oberst Rudolf Müller
- k.u.k. Feldjägerbataillon Nr. 2 / Lienz – Kommandant: Oberstleutnant Hugo Mayer
- k.u.k. Feldjägerbataillon Nr. 6 / Sillian – Kommandant: Oberstleutnant Franz Kahler

### Divisionsartillerie
- Feldkanonenregiment Nr. 41 / Salzburg – Kommandant: Oberst Viktor Primavesi
- Feldhaubitzregiment „Ritter von Krobatin“ Nr. 14 / Innsbruck – Kommandant: Oberst Karl Petersilka
- Schwere Haubitzdivision Nr. 14 / Vill bei Neumarkt in Tirol – Kommandant: Oberstleutnant Josef Homberg
- Gebirgsartillerieregiment Nr. 8 / Brixen – Kommandant: Oberstleutnant Franz Dobner von Dobenau
- Gebirgsartillerieregiment „Kaiser“ Nr. 14 / Trient – Kommandant: Oberst Ernst Edler von Terboglaw

## Geschichte
Mit Beginn des Ersten Weltkrieges gehörte die K.u.k. 8. Infanterietruppendivision zur „A – Staffel“, die im Falle eines Zweifrontenkrieges (Kriegsfall „R“) gegen Russland an der Ostfront in Galizien aufzumarschieren hatte. Divisionskommandant war FML Johann von Kirchbach auf Lauterbach, als Generalstabschef fungierte Hauptmann Richard Schilhawsky von Bahnbrück. Die 8. ITD. stand mit ihrer Schwesterndivision, der 3. Division (gebildet aus der 5. und 15. Infanterie-Brigade inklusive des 2. Kaiserjäger-Regiments) im Verband des k.u.k. XIV. Korps unter dem Kommandierenden General Erzherzog Joseph Ferdinand.
Die k.u.k 8. ITD. trat nach der Mobilisierung ab August 1914 im Raum Grodek östlich von Lemberg in folgender Kriegsgliederung in die Kämpfe ein:
- 16. Infanterie-Brigade (1., 13., 14. und 16. Feldjäger-Bataillon)
- 96. Infanterie-Brigade (3. und 4. Kaiserjäger-Regiment)
- 121. Infanterie-Brigade (1. Kaiserjäger-Regiment und 27. Feldjäger-Bataillon)
- 8. Feldartillerie-Brigade (Feldkanonen-Regiment 41 und I./Feldhaubitzenregiment 14)
- 3. und 4. Schwadron des reitenden Schützen-Regiment 6[4]

Während der linke Flügel (II. und IX. Korps) und die Mitte (VI. Korps) der k.u.k. 4. Armee in der Schlacht von Komarów in Richtung auf Zamosc angriff, rückte der rechte Flügel (XIV. und XVII. Korps) nur zögerlicher dem Raum Rawa Ruska über die Solokija nach Norden vor. Die 8. ITD., links von der 41. und rechts von der 3. Division begleitet, stand am 28. August im Raum östlich Uhnow vor Belz. Nach der Niederlage der k.u.k. 3. Armee an der Gnila Lipa musste das XIV. Korps seine Nordfront abbauen und wegen des Einbruchs russischer Kräfte in Richtung auf Lemberg, im jetzt bedrohten Rücken schnellstens eine neue Auffangfront errichten. Die 8. ITD. machte ab 5. September gegen das bei Telatyn durchgebrochene russische XXI. Korps Front nach Osten und hielt am Huczwa-Abschnitt bei Tyszowce. Die 8. ITD hatte die Aufgabe die Verbindung zwischen dem nördlicher zurückgehenden II. Korps (General der Infanterie Blasius Schemua) der Armeegruppe Joseph Ferdinand und der nach Rawa Ruska umgestaffelten 4. Armee aufrechtzuerhalten. Während der folgenden Schlacht von Rawa Ruska am 9. September bei Lubycza Krolewska eingesetzt und nach der allgemeinen Niederlage zum Rückzug über Jaroslau gezwungen, etablierte sich die neue Stellung der Division unter ihrem neuen Kommandeur Ludwig von Fabini Mitte September am westlichen Ufer des San.
Mitte Oktober 1914 stand das XIV. Korps mit der 8. und 3. ITD bei Leżajsk und wurde während der zweiten Phase der Schlacht am San nördlicher nach Rudnik gezogen. Während der Schlacht bei Krakau beteiligte sich die 8. ITD. beim Gegenangriff der Korpsgruppe FML Roth nördlich der Weichsel an der Szreniawa in Richtung auf Klimontow. Am 23. November flauten die Kämpfe an der Szreniawa zunächst ab, doch am folgenden Tag wurde die 3. und 8. ITD von Klimontow her durch das XXV. Korps der russischen 9. Armee auf die Weichsel zurückgeworfen. Anfang Dezember 1914 wurde das Korps im Rahmen eines begonnenen österreichischen Gegenangriffes im Raum östlich Neusandez in die Karpathen verlegt und griff während der Schlacht von Limanowa bei Lapanow gegen die russische 3. Armee in die Kämpfe ein.
Zwischen 26. und 27. März 1915 musste die 8. ITD. während der Karpatenschlacht im Abwehrkampf des schwer bedrängten III. Korps (FML Krautwald) eingreifen.
Infolge der Durchbruchsschlacht von Gorlice-Tarnow rückte die Division von der Biala wieder zum San vor (6. Mai bis 25. Juni 1915).
Mitte Juli 1915 wurde die 8. ITD. nach dem Kriegsausbruch mit Italien an die Front am Isonzo nach Tolmein verlegt. Ab Oktober 1915 kam die 8. ITD. an die Gebirgsfront in den Dolomiten und kämpfte in den Abschnitten Col di Lana, Sexten und Lagazuoi.
Im April 1916 verlegte die Division nach Südtirol, wo sie im Verband des XX. Korps (Erzherzog Karl Joseph) auf der Hochfläche der Sieben Gemeinden zum Einsatz kam. Ab 15. Mai 1916 nahm die 8. ITD aus den Raum Vielgereuth antretend, an der Südtiroloffensive teil, sie bestand aus den vier Kaiserjägerregimentern, die zur 58. Gebirgs- und 180. Infanterie-Brigade zusammengefasst waren. Sie erreichte nach der Durchbruchsschlacht bei Folgaria (15. bis 18. Mai 1916) zusammen mit der 3. Division den Raum Arsiero. Am 29. Mai nahm die 180. Brigade (Generalmajor Verdroß) den Monte Aralta und Sojo Rotto ein, am 30. Mai gelang die Einnahme des Monte Priaforà. Die 58. Gebirgs-Brigade (Generalmajor Merten) lief an der Linie Posina-Castana fest und scheiterte beim Angriff gegen den Monte Alba. Zwischen 31. Mai und 13. Juni rangen die unterstellten Kaiserjäger vergeblich um die Höhenstellungen von Posina und den Monte Giove. Am 11. Juni gelang der Division dann im Ringen mit der italienischen Brigada Ancona noch die Stürmung des Monte Giove.
Am 9. Dezember 1916 wurde die 8. ITD. unter der Führung von FML Ignaz Verdroß stehend, durch Kaiser Karl mit dem Zusatz Kaiserjäger-Division ausgezeichnet, die unterstellte 58. Gebirgs- und 180. Infanterie-Brigade wurden in 1. und 2. Kaiserjäger-Brigade umbenannt. Auch das übergeordnete XIV. Korps wurde mit dem Zusatz „Edelweißkorps“ geehrt.
Die Kämpfe 1917 waren im engen Einvernehmen mit der 3. „Edelweiß“-Division durch einen allgemeinen Stellungskrieg an der gebirgigen Südostfront Tirols gekennzeichnet. Besonders der Monte Pasubio und der Monte Meletta wurden zu Leidenstätten der Kaiserjäger.
Zu Kriegsende im Oktober 1918 lag die Kaiserjägerdivision zusammen mit der 19. Division in Stellungskämpfen im Raum Asiago. In der Nacht vom 1. auf den 2. November gelangte infolge des italienischen Durchbruches beim benachbarten k.u.k. III. Korps (Gen. der Inf. Hugo Martiny) der Befehl vom übergeordneten AOK 11 (Scheuchenstuel) ein, das alle Truppen des XIV. Korps in die im Mai 1916 innegehabte Verteidigungslinie auf der Hochfläche von Vielgereuth zurückzugehen hätten. Hier fiel dann die 8. Division und der Großteil der abgeschnitten Heeresgruppe Tirol in italienische Gefangenschaft.

## Kommandeure
| Dienstgrad            | Name                                | Datum                                   |
| --------------------- | ----------------------------------- | --------------------------------------- |
| Feldmarschallleutnant | Franz Conrad von Hötzendorf         | 8. September 1903 bis 18. November 1906 |
| Feldmarschalleutnant  | Hermann Kövess                      | November 1906 – April 1910              |
| Feldmarschalleutnant  | Johann von Kirchbach auf Lauterbach | August 1914 bis September 1914          |
| Feldmarschalleutnant  | Ludwig von Fabini                   | September 1914 bis 12. August 1916      |
| Feldmarschalleutnant  | Ignaz Verdroß Edler von Drossberg   | 13. August 1916 bis 2. Februar 1918     |
| Generalmajor          | Prinz Felix zu Schwarzenberg        | 3. Februar 1918 bis November 1918       |

## Bemerkungen
1. ↑  Stabssitz
2. ↑  Schematismus für das k. u. k. Heer und für die k. u. k. Kriegsmarine 1914, abgerufen am 13. Dezember 2017.
3. ↑  alle Angaben beziehen sich auf Juli 1914
4. ↑  Österreich-Ungarns letzter Krieg Band I, Kriegsjahr 1914, Wien 1930, S. 74
5. ↑  Österreich-Ungarns letzter Krieg Band I, Operationen Herbst 1914, Wien 1930, S. 240–550